# Plaza Diego Ibarra
La plaza Diego Ibarra es un espacio público de Caracas, Venezuela ubicado en el casco central de esa ciudad, en la Parroquia Santa Teresa del Municipio Libertador.

## Reseña histórica

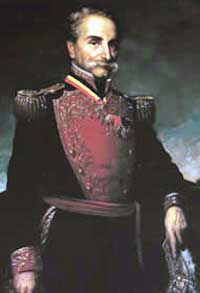
General Diego Ibarra

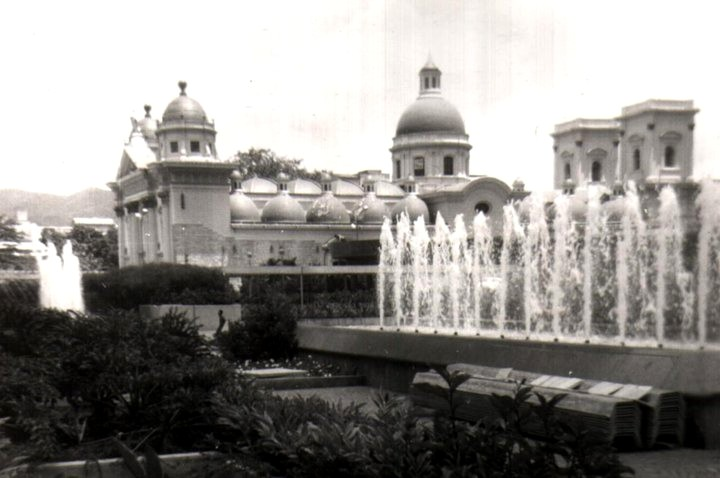
Plaza Diego Ibarra en la década de 1970

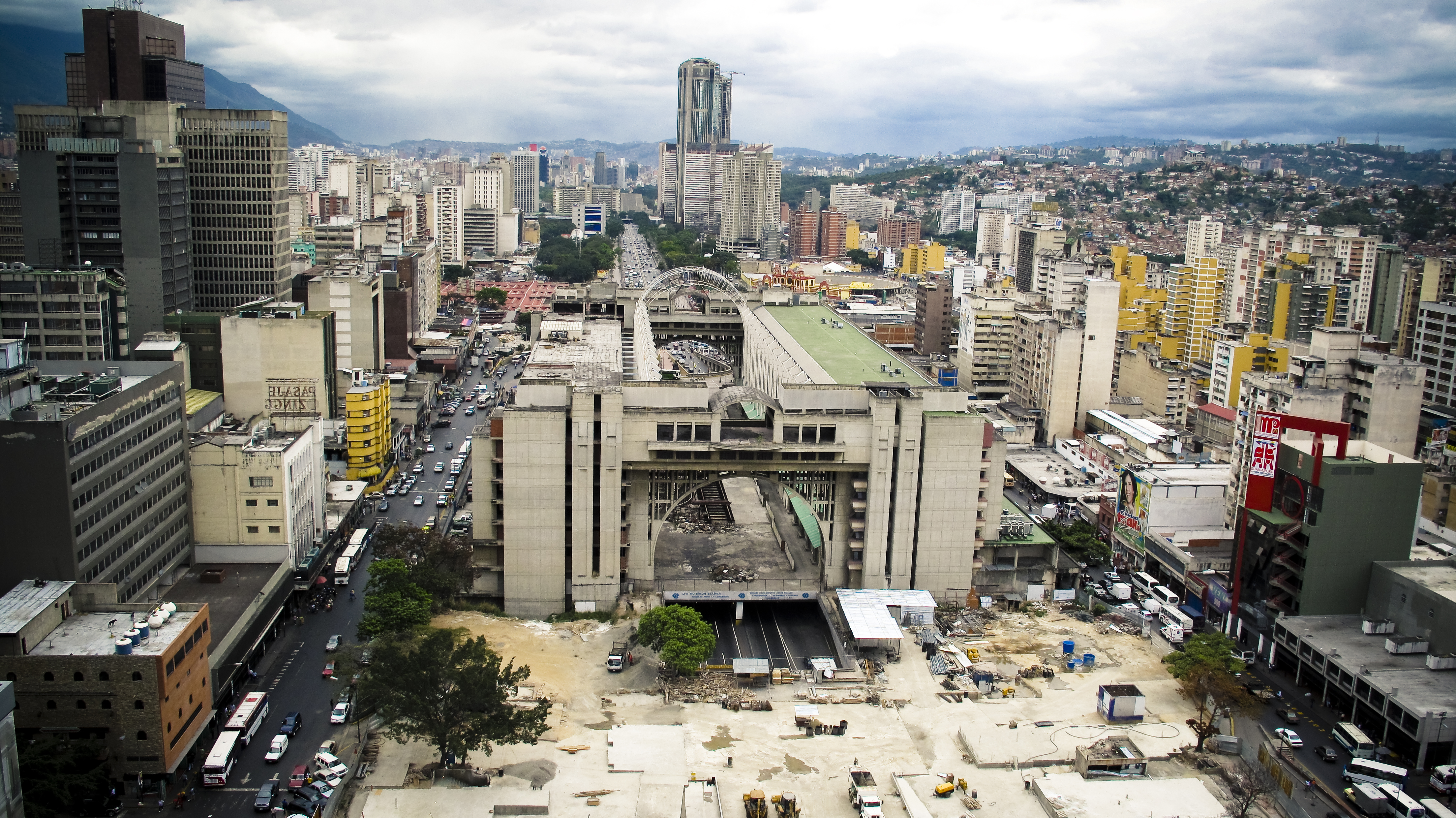
Vista de los trabajos de reconstrucción de la Plaza Diego Ibarra

Apenas inauguradas las Torres del Centro Simón Bolívar o de El Silencio en 1954 al este del complejo quedó un espacio sin construir por donde solo corría la avenida Bolívar. En la década siguiente, el arquitecto Tomás José Sanabria propone construir un bulevar para conectar el norte de la ciudad donde se encuentra el Panteón Nacional hasta el sur del casco histórico de Caracas en donde se encuentra la Basílica de Santa Teresa, así en 1967 se decide la construcción de la plaza de unos 18 mil metros cuadrados a cargo de los arquitectos John Stoddart y Santos Michelena. Para ello fue necesario realizar modificaciones de fondo en el área; la más importante fue disponer que la avenida Bolívar se transformara en un corredor subterráneo para evitar interrumpir la plaza; por esta razón la plaza es aérea. En 1968, un año después del terremoto de Caracas, es inaugurada la plaza en honor al prócer de la Independencia Diego Ibarra, quien fuera un colaborador cercano de Simón Bolívar y de Antonio José de Sucre.
La Plaza Diego Ibarra inicialmente estaba hecha en mármol y granito. Contaba con tres fuentes: una principal ubicada al oeste de la plaza y otras dos ubicadas al norte y sur, todas ellas con juegos de iluminación.
A partir de la década de los noventa la plaza comienza a ser invadida por el comercio informal o buhonería. Una década después el área se convirtió en la principal zona distribuidora de CDs y películas de DVDs ilegales, siendo conocida también como «Saigón».
En enero de 2007 la Alcaldía de Libertador decide desalojar el comercio informal de la plaza para iniciar trabajos de remodelación. Las autoridades del ayuntamiento local esperaban que para el tercer trimestre de 2008 fuese reinaugurada la plaza. Sin embargo, las obras se detuvieron por tres años y se retomaron para la celebración del Bicentenario de la independencia de Venezuela, programando la fecha de reinauguración para el 5 de julio de 2011.
El espacio fue reinaugurado en la nueva fecha prevista con la presencia de la Orquesta Sinfónica Simón Bolívar y el Coro Sinfónico Juvenil de Venezuela, bajo la dirección de Gustavo Dudamel. En el acto se develó una nueva escultura en el espejo de agua central llamada «La Aguja». Esta obra del escultor Luis Alfredo Ramírez es una figura de metal helicoidal en forma ascendente de unos 20 metros de alto.

## Etimología
La plaza lleva el nombre del prócer de la independencia general Diego Ibarra (1798-1852), primer edecán del Libertador Simón Bolívar, a quien acompañó en muchas de sus principales campañas y quien tuvo participación protagónica en algunas de las batallas más emblemáticas de la independencia de Venezuela, Nueva Granada y Ecuador. Ibarra pertenecía a un núcleo familiar que participó activamente en las luchas de independencia, siendo hermano del general Andrés Ibarra (militar), sobrino de los generales Francisco Rodríguez del Toro (marqués del Toro) y Fernando Rodríguez del Toro y primo hermano del general Esteban Herrera Toro y del coronel Bernardo Herrera.

## Galería

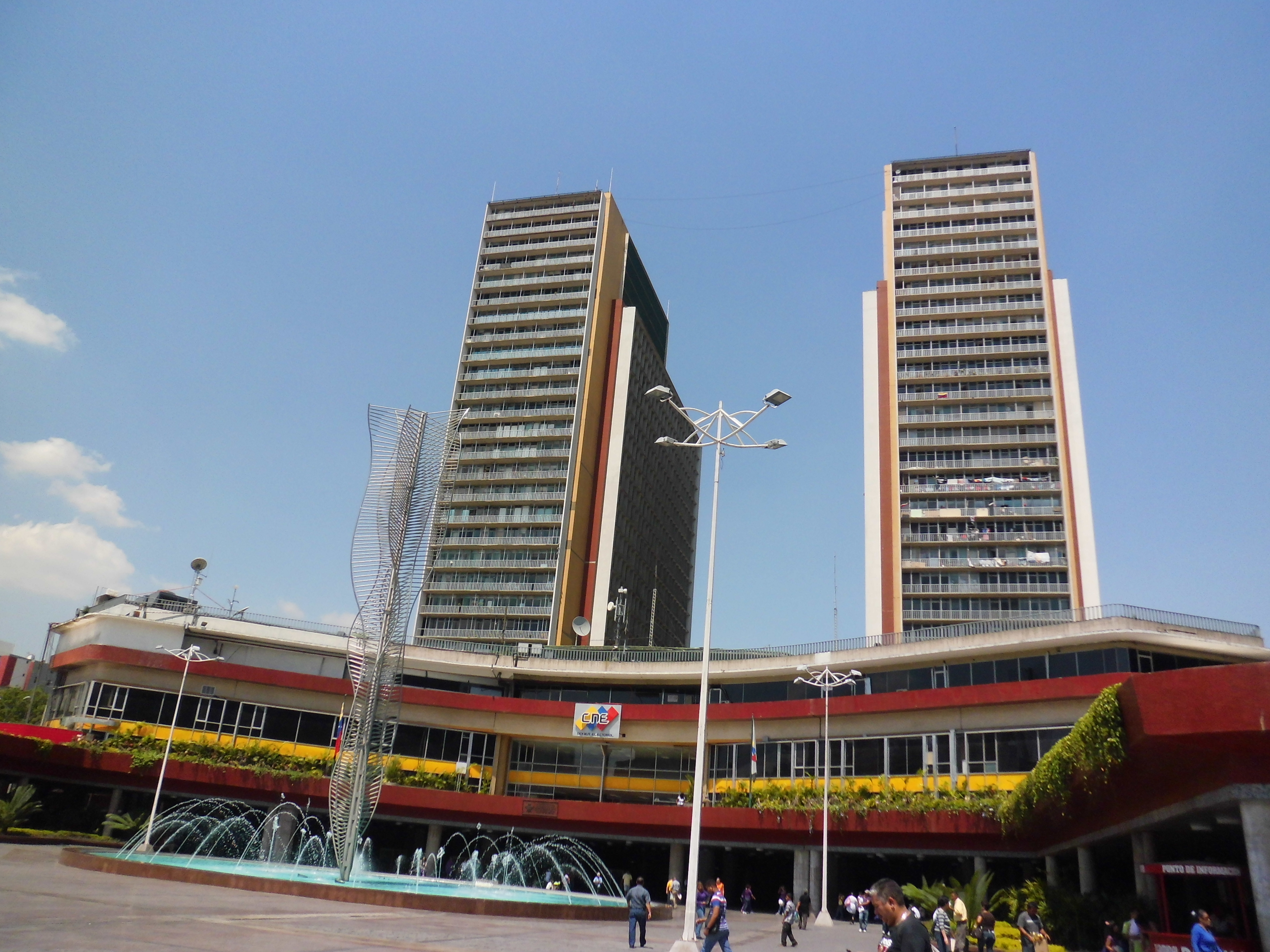
Fuente de la plaza y torres del Centro Simón Bolívar
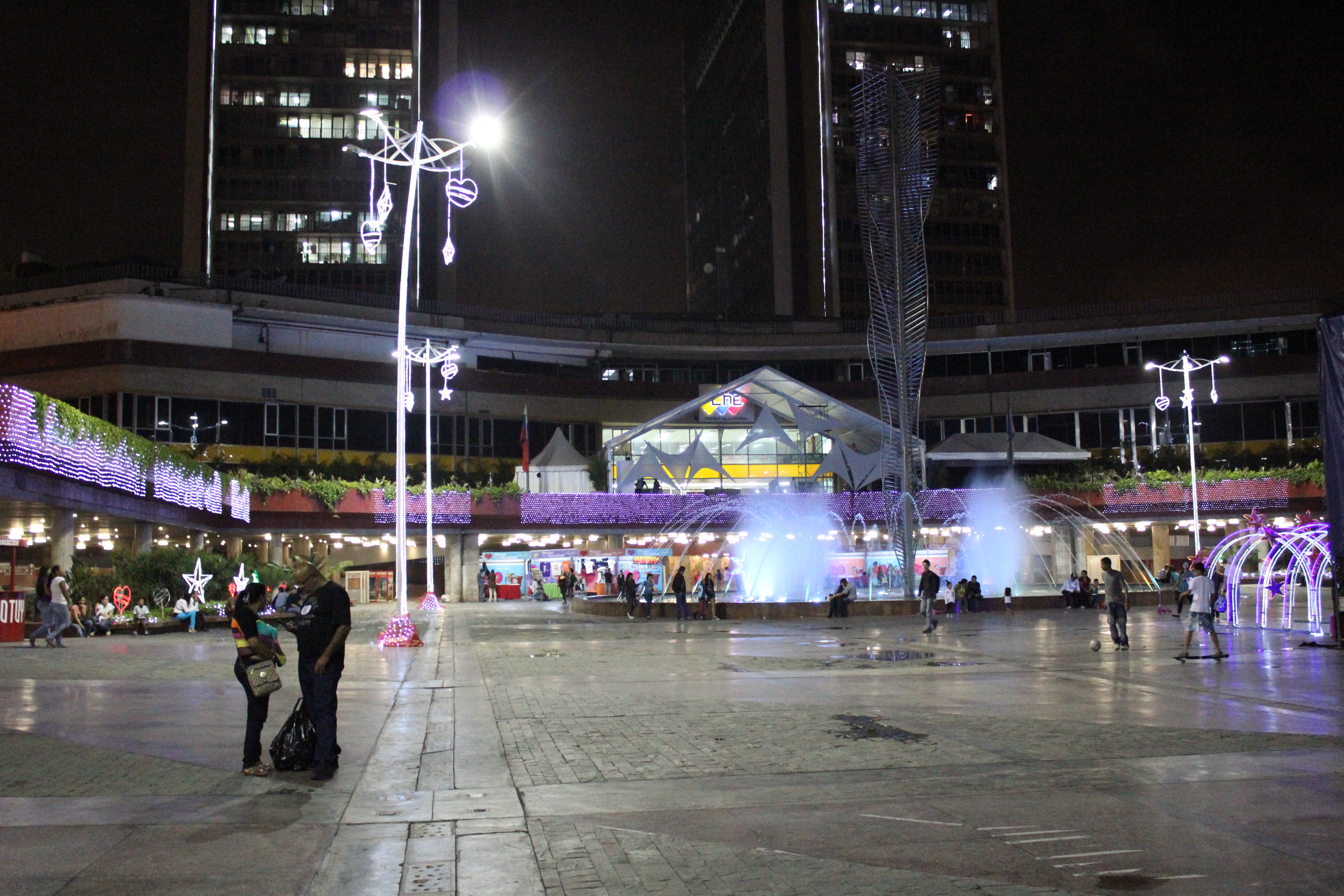
Vista nocturna de la plaza Diego Ibarra, al fondo el Consejo Nacional Electoral
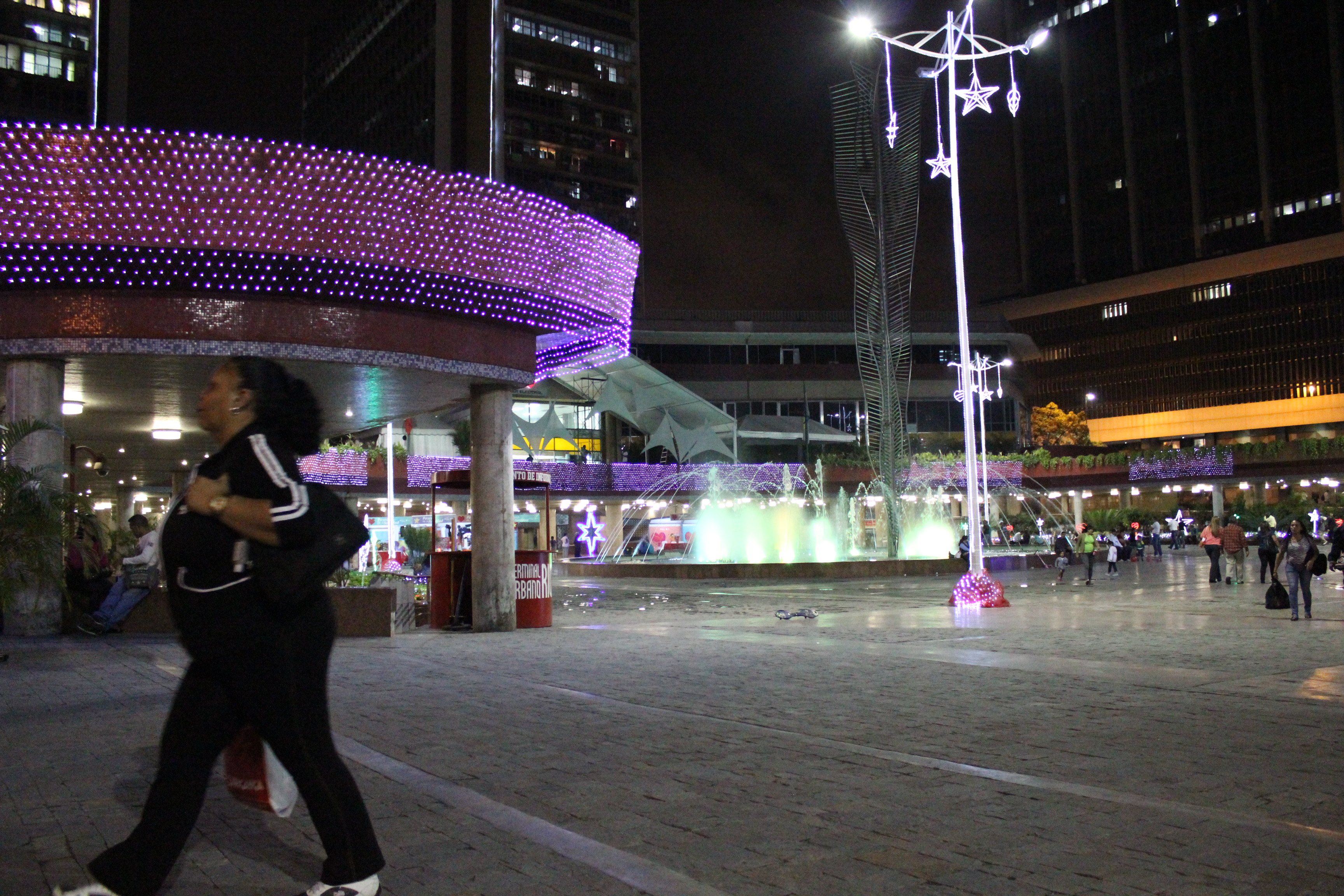
Vista nocturna de la plaza Diego Ibarra en época navideña
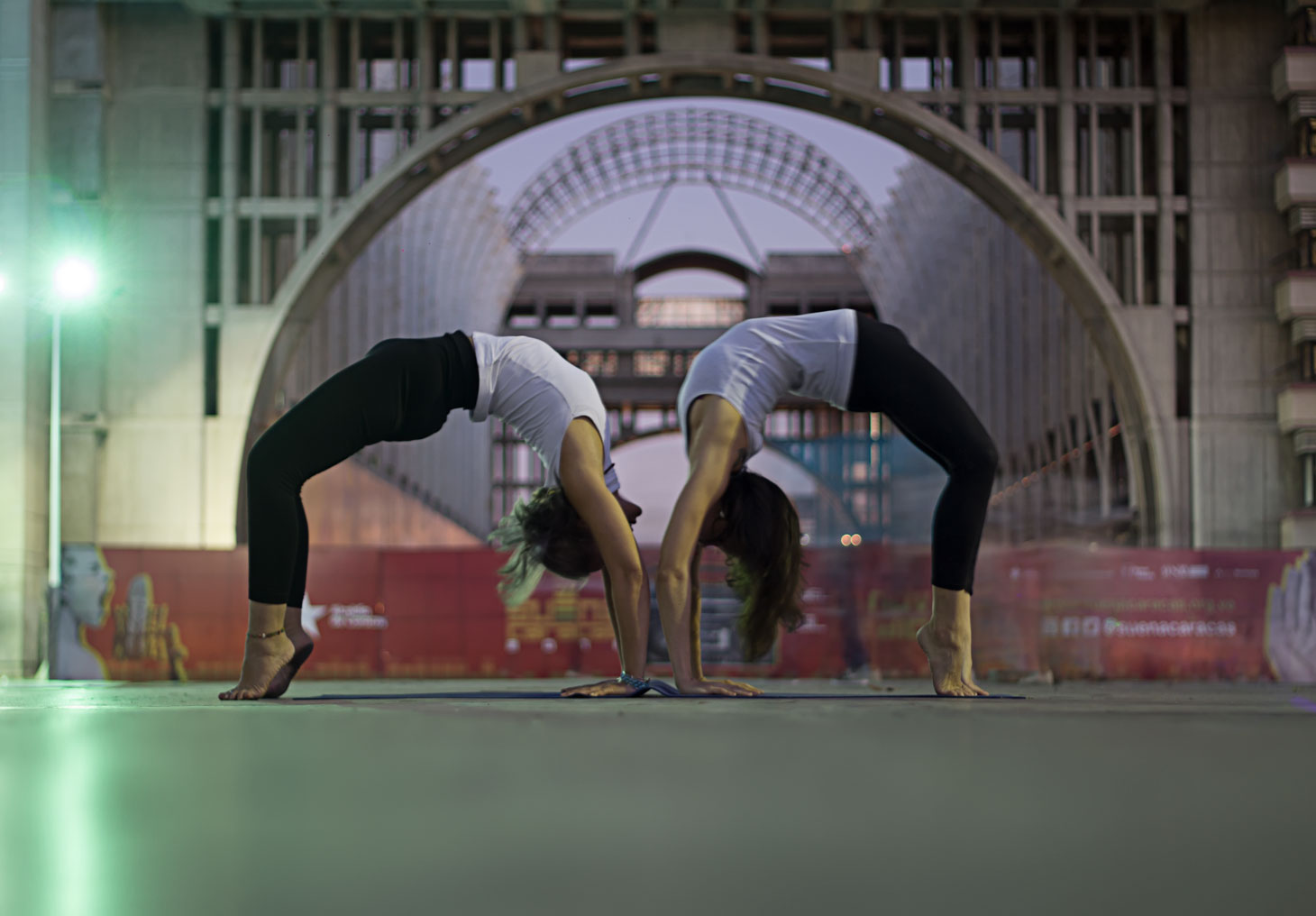
Acroyoga en la Plaza Diego Ibarra
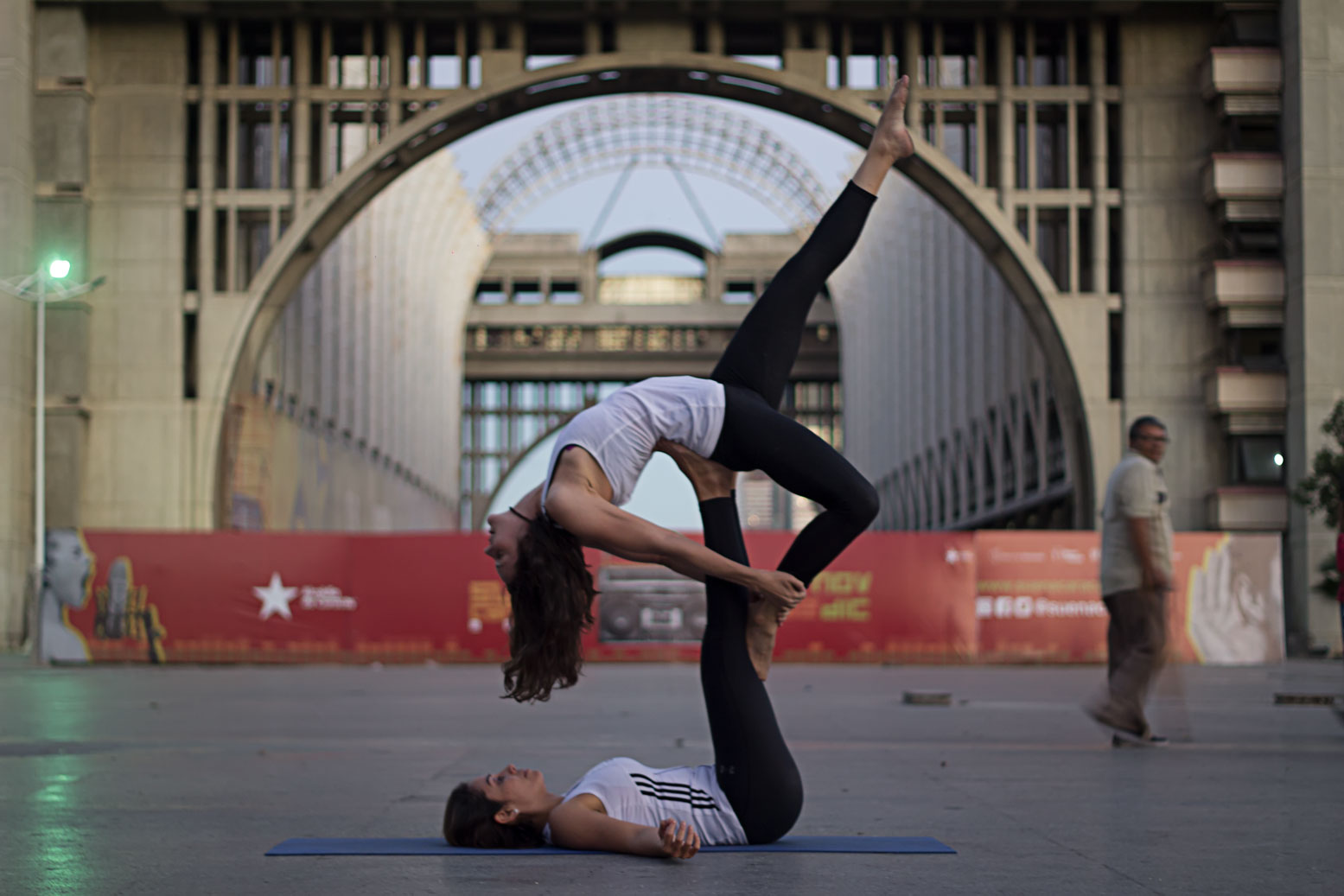
Acroyoga en la Plaza Diego Ibarra